# Виробництво цегли з відходів збагачення вугілля
Цегельне виробництво є найбільш ємним споживачем відходів вуглезбагачення. Відходи можуть використовуватися у двох напрямках: як паливно-мінеральна домішка і як основна сировина. У зв'язку з цим розроблені вимоги до відходів вуглезбагачення, відповідно до яких вони класифікуються на три групи: І, ІІ, ІІІ.
Вміст сірки у готовому продукті в основному регламентується санітарно-гігієнічними нормами. При випалі цегли вихід газоподібних сполук сірки досягає 60-80 % від її вмісту у вихідній шихті.
Вміст вуглецю визначає продуктивність випальних печей: чим його більше, тим більше часу потрібно на випал цегли.
Технологія виготовлення цегли з відходів вуглезбагачення, які використовуються як паливно-мінеральна домішка або як основна сировина, практично не відрізняється від традиційної технології виготовлення цегли з глини. У цьому випадку застосовуються методи пластичного і напівсухого пресування. При використанні відходів вуглезбагачення як основної сировини метод напівсухого пресування доцільний при вмісті вуглецю менше 10 %. При вмісті вуглецю в межах 10-18 % застосовується метод пластичного пресування.
Для проявлення пластичних властивостей відходів гравітаційного збагачення потрібне їхнє подрібнення до крупності менше 1 (0,5) мм. Це єдина відмінність технології виготовлення цегли з гравітацій-них відходів порівняно з традиційною технологією виготовлення цегли з глини. Якщо використовуються як сировина відходи флотації, технологія виготовлення цегли взагалі залишається незмінною.
Спільними для обох технологій формування цегли є підготовка шихти, одна з операцій якої — дроблення і подрібнення відходів вуглезбагачення, якщо у цьому є необхідність. При реалізації методу пластичного пресування для формування цегли передбачається підсушка і випал цегли. Метод напівсухого пресування операції попередньої підсушки не вимагає. Сформовані вироби відразу ж випалюються.
Застосування відходів вуглезбагачення для виготовлення цегли дозволяє зменшити на 70-80 % витрати палива і підвищити міцнісні характеристики виробів. Відхідні гази випальних печей можуть бути використані для підігріву води у системах теплоспоживання або для підсушки відходів флотації перед їхнім використанням у цегельному виробництві.